# Joyce Abu-Zeid
Joyce Abu-Zeid (ur. 1999) – niemiecka aktorka filmowa, telewizyjna i teatralna.

## Kariera
Joyce zajmuje się aktorstwem od 2004 roku. Współpracuje z agencją Talent-Scout Schauspielmanagement.

## Filmografia

### Filmy
| Rok  | Tytuł                     | Rola    | Źr.   |
| ---- | ------------------------- | ------- | ----- |
| 2011 | Hanni & Nanni 2           | Cosie   | [ 2 ] |
| 2016 | Spotlight                 | Lisanne | [ 2 ] |
| 2018 | Capitan Gaza              | Jara    | [ 2 ] |
| 2022 | The things we do at night |         | [ 3 ] |
| 2025 | Das Licht                 | Alia    | [ 2 ] |

### Seriale
| Rok  | Tytuł             | Rola       | Źr.   |
| ---- | ----------------- | ---------- | ----- |
| 2014 | Unsichtbare Jahre | Lisa-Marie | [ 2 ] |

## Teatr
| Rok       | Tytuł        | Teatr                 | Rola           | Źr.   |
| --------- | ------------ | --------------------- | -------------- | ----- |
| 2004-2006 | Jingle Bells | Friedrichstadt-Palast | Kaczka/Pingwin | [ 2 ] |